# ليساندرو سيميدو
ليساندرو سيميدو هو لاعب كرة قدم برتغالي في مركز الهجوم، ولد في 12 مارس 1996 في سيتوبال في البرتغال. لعب مع نادي ريدنغ.

## وصلات خارجية
- ليساندرو سيميدو على موقع قاعدة بيانات كرة القدم.إي يو (الإنجليزية)
- ليساندرو سيميدو على موقع ناشيونال فوتبول تيمز (الإنجليزية)
- ليساندرو سيميدو على موقع Soccerway.com (الإنجليزية)